# Urban Decay (mỹ phẩm)
Urban Decay, một nhãn hiệu mỹ phẩm Hoa Kỳ có trụ sở tại Newport Beach, California, là chi nhánh của công ty mỹ phẩm Pháp L'Oréal.
Sản phẩm bao gồm son môi, phấn mắt và sơn móng, cũng như các sản phẩm cho mặt và cơ thể khác. Thị trường mục tiêu của nó là phụ nữ trẻ, mặc dù không giới hạn ở phạm vi này và cũng được thiết kế để thu hút khách hàng muốn mua trang điểm không thí nghiệm tàn nhẫn. Sản phẩm của công ty được bán tại các cửa hàng bách hóa lớn ở Mỹ như Macy's, Sephora, Ulta, Nordstrom, và từ trang web chính thức cũng như ở một số nước khác như Mexico và Đức.

## Lịch sử

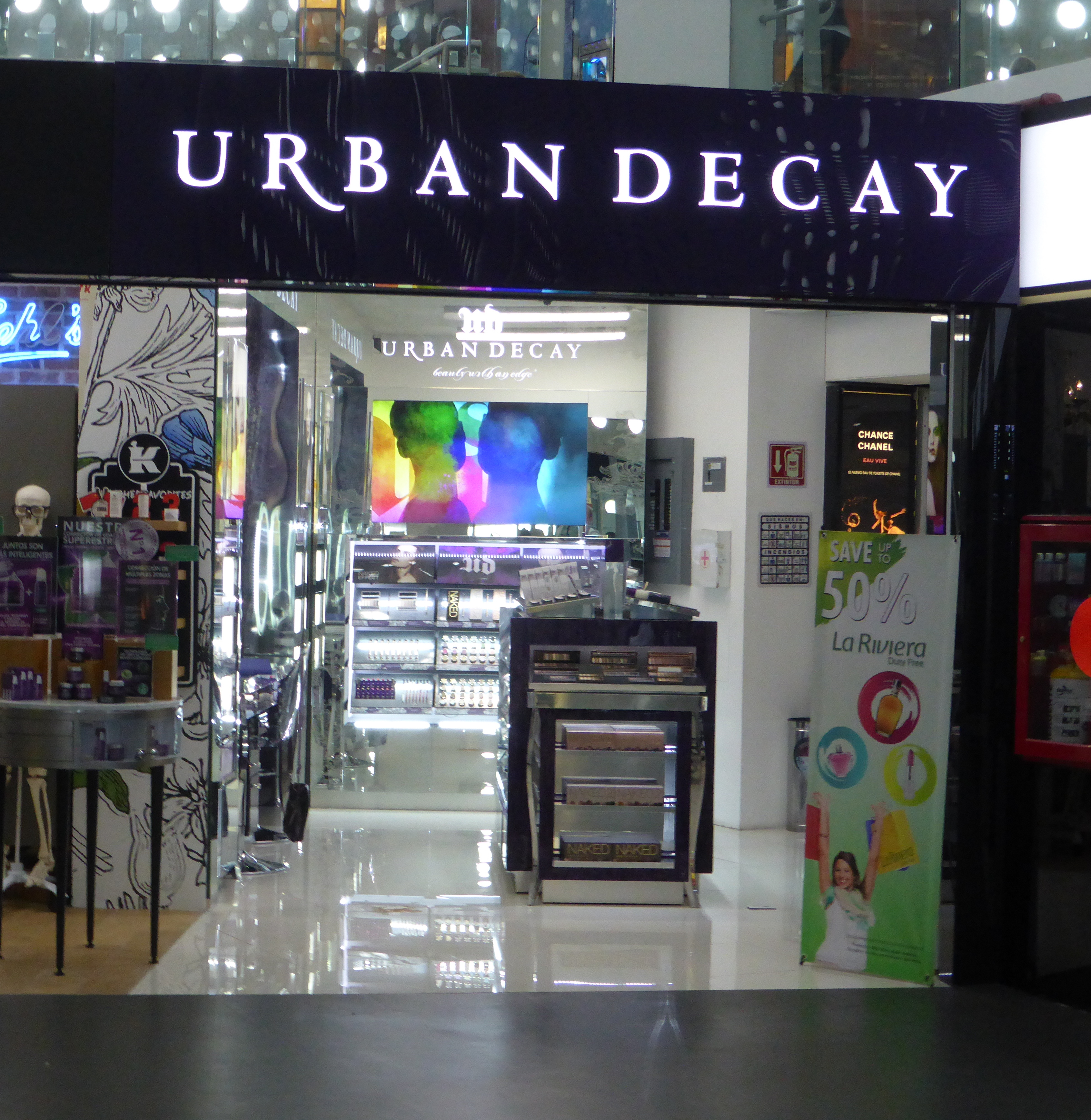
Cửa hàng Urban Decay tại Sân bay quốc tế Thành phố México

Các sắc màu hồng, đỏ và màu be chiếm ưu thế trong bảng màu sắc cho đến giữa những năm 1990. Năm 1995, Sandy Lerner, đồng sáng lập của Cisco Systems và Pat Holmes đã ở dinh thự của Lerner bên ngoài London khi Holmes kết hợp mâm xôi và màu đen để tạo thành một màu mới, tên là Urban Decay. Sau đó, họ quyết định thành lập một công ty mỹ phẩm. Ra mắt vào tháng 1 năm 1996, công ty đã cung cấp một dòng của mười màu son môi và 12 sơn móng. Bảng màu sắc của họ lấy cảm hứng từ cảnh quan đô thị, với những cái tên như màu con gián, sương khói, gỉ sắt, dầu loang và mưa axit.
Năm 2000, Moet-Hennessy Louis Vuitton (một nhóm hàng xa xỉ đa dạng) đã mua Urban Decay. Năm 2002, Tập đoàn Falic (chủ sở hữu dòng nước hoa Perry Ellis) đã mua Urban Decay. Trong năm 2009, Castanea Partners (một công ty cổ phần tư nhân) đã mua Urban Decay. Vào ngày 26 tháng 11 năm 2012, L'Oréal tuyên bố sẽ mua lại hãng mỹ phẩm Urban Decay. L'Oréal mua lại công ty vào năm 2013. L'Oréal đã chi trả khoản tiền $350 triệu cho Urban Decay.
Vào mùa xuân năm 2015, Urban Decay đã mở rộng sự hiện diện của truyền thông xã hội với một trang web Tumblr, The Violet Underground. Nó có tính năng cộng tác với các nghệ sĩ trẻ như Baron Von Fancy.